# Thai Premier League 2015
Die Thai Premier League 2015 war die 19. Spielzeit der höchsten thailändischen Fußballliga seit der offiziellen Einführung im Jahr 1996. Die Saison begann am 13. Februar 2015 mit dem ersten Spieltag und wurde mit dem 34. Spieltag am 13. Dezember 2015 beendet. Titelverteidiger war Buriram United. Aufsteiger aus der Thai Premier League Division 1 waren der FC Nakhon Ratchasima, der Saraburi FC und der FC Royal Thai Navy.
Buriram United konnte seinen Titel aus der Vorsaison verteidigen und wurde zum insgesamt fünften Mal Meister. Damit qualifizierten sie sich für die AFC Champions League 2016. Muangthong United als Ligazweiter und der FC Chonburi, als Ersatz für den nicht teilnahmeberechtigten Suphanburi FC, starteten in der Qualifikation zur Champions League.
In die Thai Premier League Division 1 absteigen mussten der FC Port und der TOT SC. Außerdem zog sich der Neuaufsteiger Saraburi FC aus der Liga zurück.

## Personal
| Mannschaft           | Trainer                  | Mannschaftskapitän    |
| -------------------- | ------------------------ | --------------------- |
| Army United          | Watcharakorn Antakhamphu | Chaiwat Nak-iem       |
| Bangkok Glass        | Anurak Srikerd           | Chatree Chimtalay     |
| Bangkok United       | Alexandré Pölking        | Wittaya Madlam        |
| BEC Tero Sasana FC   | Rangsan Viwatchaichok    | Rangsan Viwatchaichok |
| Buriram United       | Alexandre Gama           | Suchao Nuchnum        |
| Chainat Hornbill FC  | Issara Sritaro           | Somjet Sattabud       |
| Chiangrai United     | Teerasak Po-on           | Pichitphong Choeichiu |
| Chonburi FC          | Jadet Meelarp            | Pipob On-Mo           |
| Muangthong United    | Dragan Talajić           | Datsakorn Thonglao    |
| Nakhon Ratchasima FC | Sugao Kambe              | Chalermpong Kerdkaew  |
| Navy FC              | Stefano Cugurra          | Nattaporn Phanrit     |
| Osotspa Samut Prakan | Kritsada Piandit         | Jetsada Puanakunmee   |
| Port FC              | Masahiro Wada            | Kiatjarern Ruangparn  |
| Ratchaburi Mitr Phol | Josep Ferré              | Heberty               |
| Saraburi FC          | Pairoj Borwonwatanadilok | Panuwat Yimsa-ngar    |
| Sisaket FC           | Chalermwoot Sa-Ngapol    | Ekkapan Jandakorn     |
| Suphanburi FC        | Worrawoot Srimaka        | Prat Samakrat         |
| TOT SC               | Tewesh Kamonsin          | Takahiro Kawamura     |

## Ausländische Spieler
| Mannschaft              | Spieler 1        | Spieler 2       | Spieler 3            | Spieler 4             | Spieler Asien        | Ehemalige ausländische Spieler           |
| ----------------------- | ---------------- | --------------- | -------------------- | --------------------- | -------------------- | ---------------------------------------- |
| Army United             | Alex             | Raphael Botti   | Kai Hirano           | Zdenko Kaprálik       | Hassan Sunny         | Tangeni Shipahu Melvin de Leeuw          |
| Bangkok Glass           | Gōshi Ōkubo      | Darko Tasevski  | Aridane Santana      | Toti                  | Matt Smith           | Lazarus Kaimbi                           |
| Bangkok United          | Leandro Tatu     | Romain Gasmi    | Kalifa Cissé         | Dragan Bošković       | Jaycee John          | Mike Temwanjera                          |
| BEC-Tero Sasana         | Fodé Diakité     | Ivan Bošković   | Dmytro Gorbushyn     |                       | Greg Nwokolo         | Gilbert Koomson                          |
| Buriram United          | Diogo            | Gilberto Macena | Jandson dos Santos   | Andrés Túñez          | Go Seul-ki           | Kayne Vincent                            |
| Chainat Hornbill FC     | Alex             | Michaël Murcy   | Jo Tae-Keun          | Kazuto Kushida        | Brandon McDonald     |                                          |
| Chiangrai United        | Fernando Abreu   | Renan Marques   | Renatinho            | Keita Sugimoto        | Kazuki Murakami      |                                          |
| Chonburi FC             | Kanu             | Juliano Mineiro | Leandro Assumpção    | Thiago Cunha          | Cho Byung-kuk        |                                          |
| Muangthong United       | Cleiton Silva    | Mario Gjurovski | Kim Dong-jin         |                       | Naoaki Aoyama        |                                          |
| Nakhon Ratchasima FC    | Lee Tuck         | Björn Lindemann | Dominic Adiyiah      | Noah Chivuta          | Satoshi Nagano       |                                          |
| Navy FC                 | Rodrigo Vergilio | Vítor Júnior    | David Bayiha         | Anggello Machuca      | Jun Marques Davidson | Michael Cvetkovski Georgie Welcome       |
| Osotspa Samut Prakan FC | Addison Alves    | Jeferson        | Leandro              | Anthony Moura-Komenan | Victor Igbonefo      | Diogo Rangel                             |
| Port FC                 | Kayne Vincent    | Lee Ho          | David Rochela        | Gorka Unda            | Hironori Saruta      | Brent McGrath Ali Diarra                 |
| Ratchaburi Mitr Phol    | Wander Luiz      | Henri Jöel      | Heberty              |                       | Genki Nagasato       | Bruno Lopes Flavien Michelini Andy Keogh |
| Saraburi FC             | Bernard Doumbia  | Bireme Diouf    | Sadney Urikhob       | Damian Bellón         | Joo Dai-min          | Guy Hubert                               |
| Sisaket FC              | Victor Amaro     | Ljuben Nikolow  | Adefolarin Durosinmi | O. J. Obatola         | Mohsen Bayatinia     | Gerasim Sakow                            |
| Suphanburi FC           | André Luís Leite | Márcio Rosário  | Lee Seung-hee        | Carmelo González      | Sergio van Dijk      |                                          |
| TOT SC                  | Caihame          | Bas Savage      | Luciano Dompig       | Lee Jun-ki            | Takahiro Kawamura    |                                          |

 Ausländische Spieler, die während der Saison den Verein verlassen haben

## Mannschaften
| Team                 | Stadt             | Heimatstadion                       | Kapazität |
| -------------------- | ----------------- | ----------------------------------- | --------- |
| Army United          | Bangkok           | Royal Thai Army Stadium             | 20.000    |
| FC Bangkok Glass     | Pathum Thani      | Leo Stadium                         | 16.014    |
| Bangkok United FC    | Bangkok           | Thai-Japanese Stadium               | 10.000    |
| BEC-Tero Sasana      | Bangkok           | 72nd Anniversary Stadium (Min Buri) | 11.045    |
| Buriram United       | Buriram           | I-Mobile Stadium                    | 33.325    |
| Chainat Hornbill FC  | Chainat           | Khao Plong Stadium                  | 12.000    |
| Chiangrai United     | Chiangrai         | Chiangrai Stadium                   | 15.000    |
| Chonburi FC          | Chonburi          | Chonburi Stadium                    | 8.680     |
| Muangthong United    | Nonthaburi        | Yamaha Stadium                      | 25.000    |
| Nakhon Ratchasima FC | Nakhon Ratchasima | 80th Birthday Stadium               | 34.659    |
| FC Royal Thai Navy   | Chonburi          | Navy Stadium                        | 10.000    |
| FC Osotspa-Saraburi  | Bangkok           | Rajamangala Stadium                 | 55.000    |
| FC Port              | Bangkok           | PAT Stadium                         | 12.308    |
| Ratchaburi Mitr Phol | Ratchaburi        | Ratchaburi Stadium                  | 10.294    |
| Saraburi FC          | Saraburi          | Saraburi Stadium                    | 7.000     |
| Sisaket FC           | Sisaket           | Sri Nakhon Lamduan Stadium          | 9.816     |
| Suphanburi FC        | Suphan Buri       | Suphanburi Provincial Stadium       | 25.709    |
| FC TOT               | Bangkok           | TOT Stadium Chaeng Watthana         | 5.439     |

## Tabelle
| Pl. | Verein                   | Sp. | S  | U  | N  | Tore    | Diff. | Punkte |
| --- | ------------------------ | --- | -- | -- | -- | ------- | ----- | ------ |
| 1.  | Buriram United (M)       | 34  | 25 | 9  | 0  | 098:240 | +74   | 84     |
| 2.  | Muangthong United        | 34  | 21 | 8  | 5  | 081:350 | +46   | 71     |
| 3.  | Suphanburi FC 1          | 34  | 16 | 11 | 7  | 060:390 | +21   | 59     |
| 4.  | Chonburi FC              | 34  | 15 | 12 | 7  | 062:440 | +18   | 57     |
| 5.  | Bangkok United FC        | 34  | 16 | 9  | 9  | 059:470 | +12   | 57     |
| 6.  | Bangkok Glass (P)        | 34  | 15 | 11 | 8  | 047:380 | +9    | 56     |
| 7.  | Ratchaburi FC            | 34  | 17 | 4  | 13 | 048:500 | −2    | 55     |
| 8.  | Nakhon Ratchasima FC (N) | 34  | 13 | 10 | 11 | 037:430 | −6    | 49     |
| 9.  | Chiangrai United         | 34  | 12 | 8  | 14 | 042:570 | −15   | 44     |
| 10. | Army United              | 34  | 11 | 8  | 15 | 043:470 | −4    | 41     |
| 11. | FC Osotspa-Saraburi      | 34  | 10 | 9  | 15 | 040:540 | −14   | 39     |
| 12. | Chainat Hornbill         | 34  | 9  | 10 | 15 | 042:530 | −11   | 37     |
| 13. | Sisaket FC               | 34  | 9  | 9  | 16 | 030:470 | −17   | 36     |
| 14. | Saraburi FC 2 (N)        | 34  | 8  | 11 | 15 | 041:560 | −15   | 35     |
| 15. | FC Royal Thai Navy (N)   | 34  | 10 | 5  | 19 | 042:650 | −23   | 35     |
| 16. | BEC-Tero Sasana          | 34  | 7  | 14 | 13 | 042:510 | −9    | 35     |
| 17. | Port FC                  | 34  | 10 | 3  | 21 | 031:490 | −18   | 33     |
| 18. | TOT SC                   | 34  | 3  | 7  | 24 | 025:710 | −46   | 16     |

Zum Saisonende 2015:
Zum Saisonende 2014:

(M) Amtierender Meister: Buriram United

(P) Amtierender Pokalsieger: FC Bangkok Glass

(N) Neuaufsteiger aus der Thai Premier League Division 1 2014: FC Nakhon Ratchasima, FC Saraburi & FC Royal Thai Navy
Anmerkungen:

## Torschützenliste
Stand: Saisonende 2015
| Platz | Spieler              | Mannschaft           | Tore |
| ----- | -------------------- | -------------------- | ---- |
| 1     | Diogo                | Buriram United       | 33   |
| 2     | Cleiton Silva        | Muangthong United    | 25   |
| 3     | Gilberto Macena      | Buriram United       | 21   |
| 4     | Mario Djurovski      | Muangthong United    | 20   |
| 5     | Thiago Cunha         | Chonburi FC          | 19   |
| 5     | Heberty              | Ratchaburi Mitr Phol | 19   |
| 7     | Wesley Alex Maiolino | Chainat Hornbill FC  | 17   |
| 8     | Sergio van Dijk      | Suphanburi FC        | 14   |
| 9     | Adefolarin Durosinmi | Sisaket FC           | 13   |
| 9     | Dragan Bošković      | Bangkok United       | 13   |
| 9     | Jakkapan Pornsai     | Suphanburi FC        | 13   |

## Ausrüster/Sponsor
| Mannschaft           | Ausrüster   | Sponsor                   |
| -------------------- | ----------- | ------------------------- |
| Army United          | Eigenmarke  | Chang                     |
| Bangkok Glass        | Nike        | Leo                       |
| Bangkok United       | Ari         | true                      |
| BEC Tero Sasana FC   | FBT         | FB Battery                |
| Buriram United       | Eigenmarke  | Chang                     |
| Chainat Hornbill FC  | Eigenmarke  | Wangkanai                 |
| Chiangrai United     | Eigenmarke  | Leo                       |
| Chonburi FC          | Nike        | Chang                     |
| Muangthong United    | Grand Sport | SCG Siam Cement Group     |
| Nakhon Ratchasima FC | Grand Sport | Mazda                     |
| Navy FC              | Warrix      | HR-Pro                    |
| Osotspa Samut Prakan | Grand Sport | M-150                     |
| Port FC              | Joma        | Muang Thai Life Assurance |
| Ratchaburi Mitr Phol | Kappa       | Mitr Phol                 |
| Saraburi FC          | Kool Sport  | N/A                       |
| Sisaket FC           | Warrix      | Muang Thai Life Assurance |
| Suphanburi FC        | Warrix      | Chang                     |
| TOT SC               | Pan         | Kan Air                   |

## Trainer des Monats
| Monat             | Name                     | Mannschaft           |
| ----------------- | ------------------------ | -------------------- |
| Februar           | Stefano Cugurra          | Osotspa Samut Prakan |
| März/April        | Alexandre Gama           | Buriram United       |
| Mai/Juni          | Issara Sritaro           | Army United          |
| Juli              | Jadet Meelarp            | Chonburi FC          |
| August            | Dragan Talajić           | Muangthong United    |
| September/Oktober | Sugao Kambe              | Nakhon Ratchasima FC |
| November/Dezember | Pairoj Borwonwatanadilok | Saraburi FC          |

## Spieler des Monats
| Monat             | Name              | Mannschaft        |
| ----------------- | ----------------- | ----------------- |
| Februar           | Jakkapan Pornsai  | Suphanburi FC     |
| März/April        | Darko Tasevski    | Bangkok Glass     |
| Mai/Juni          | Diogo Luis Santo  | Buriram United    |
| Juli              | Teerasil Dangda   | Muangthong United |
| August            | Sanrawat Dechmitr | Bangkok United    |
| September/Oktober | Bireme Diouf      | Saraburi FC       |
| November/Dezember | Go Seul-ki        | Buriram United    |

## Hattricks
| Spieler              | Mannschaft          | Gegnerische Mannschaft  | Ergebnis | Datum         |
| -------------------- | ------------------- | ----------------------- | -------- | ------------- |
| Gilberto Macena      | Buriram United      | Bangkok United          | 6–1      | 2. Mai        |
| Cleiton Silva        | Muangthong United   | TOT SC                  | 3–0      | 21. Juni      |
| Ronnachai Rangsiyo   | Bangkok United      | TOT SC                  | 6–0      | 26. Juli      |
| Gilberto Macena      | Buriram United      | Chainat Hornbill FC     | 7–0      | 19. September |
| Teerasil Dangda      | Muangthong United   | Navy FC                 | 7–0      | 19. September |
| Pisansin Za-in       | Navy FC             | Suphanburi FC           | 4–2      | 17. Oktober   |
| Mario Gjurovski      | Muangthong United   | Chiangrai United        | 4–1      | 18. Oktober   |
| Thiago Cunha         | Chonburi FC         | Chiangrai United        | 4–0      | 24. Oktober   |
| Mario Gjurovski      | Muangthong United   | Chonburi FC             | 4–2      | 28. Oktober   |
| Diogo                | Buriram United      | Osotspa Samut Prakan FC | 6–3      | 31. Oktober   |
| Wesley Alex Maiolino | Chainat Hornbill FC | Ratchaburi Mitr Phol    | 4–1      | 14. November  |
| Diogo                | Buriram United      | Chiangrai United        | 6–0      | 15. November  |
| Diogo                | Buriram United      | Saraburi FC             | 6–0      | 6. Dezember   |
| Rodrigo Vergilio     | Navy FC             | TOT SC                  | 4–0      | 6. Dezember   |
| Gilberto Macena      | Buriram United      | Port FC                 | 5–1      | 13. Dezember  |

## Jährliche Auszeichnungen
| Auszeichnung                    | Spieler        | Mannschaft     |
| ------------------------------- | -------------- | -------------- |
| Spieler des Jahres              | Diogo          | Buriram United |
| Trainer des Jahres              | Alexandre Gama | Buriram United |
| Golden Boot                     | Diogo          | Buriram United |
| Fair Play Mannschaft des Jahres |                | Army United    |

## Zuschauerzahlen
| Platz | Mannschaft            | Gesamt- zuschauerzahl | Höchste Zuschauerzahl | Niedrigste Zuschauerzahl | Durchschnittliche Zuschauerzahl |
| ----- | --------------------- | --------------------- | --------------------- | ------------------------ | ------------------------------- |
| 1.    | Buriram United        | 332.412               | 33.269                | 12.240                   | 19.553                          |
| 2.    | Nakhon Ratchasima FC  | 300.516               | 34.659                | 8.142                    | 17.677                          |
| 3.    | Suphanburi FC         | 176.775               | 25.709                | 2.800                    | 10.398                          |
| 4.    | Muangthong United     | 155.863               | 14.980                | 4.230                    | 9.168                           |
| 5.    | Bangkok Glass         | 116.471               | 10.614                | 4.388                    | 6.851                           |
| 6.    | Chonburi FC           | 101.585               | 8.463                 | 3.489                    | 5.975                           |
| 7.    | Chiangrai United      | 96.551                | 10.250                | 1.927                    | 5.679                           |
| 8.    | Sisaket FC            | 90.663                | 9.816                 | 2.145                    | 5.333                           |
| 9.    | Chainat Hornbill FC   | 80.452                | 8.382                 | 1.889                    | 4.732                           |
| 10.   | Ratchaburi Mitr Phol  | 69.284                | 9.651                 | 2.320                    | 4.075                           |
| 11.   | Port FC               | 68.763                | 6.287                 | 2.678                    | 4.044                           |
| 12.   | BEC Tero Sasana FC    | 67.768                | 6.504                 | 2.470                    | 3.986                           |
| 13.   | Navy FC               | 63.243                | 5.717                 | 2.488                    | 3.720                           |
| 14.   | Saraburi FC           | 53.910                | 4.936                 | 2.194                    | 3.171                           |
| 15.   | Bangkok United        | 47.790                | 6.337                 | 1.561                    | 2.811                           |
| 16.   | Army United           | 44.634                | 5.957                 | 1.224                    | 2.625                           |
| 17.   | Ostotspa Samut Prakan | 35.141                | 4.123                 | 537                      | 2.067                           |
| 18.   | TOT SC                | 28.922                | 4.084                 | 714                      | 1.701                           |
|       | GESAMT                | 1.926.278             | 34.659                | 537                      | 6.295                           |